# Santiago Romero
Santiago Ernesto Romero Fernández (Montevideo, 15 febbraio 1990) è un calciatore uruguaiano, centrocampista del Danubio.

## Biografia
È fratello di Andrés Romero, a sua volta calciatore professionista.